# Edgar Kant

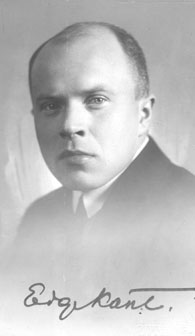
Edgar Kant (por volta de 1930)

Edgar Kant (21 de fevereiro de 1902, em Tallinn - 16 de outubro de 1978, em Lund) foi um geógrafo e economista da Estónia. Ele lançou as bases para a geografia urbana da Estónia.
Em 1928 ele formou-se na Universidade de Tartu.
A partir de 1934 ele foi professor na Universidade de Tartu.
Mais tarde, a partir de 1938, ele foi membro da Academia de Ciências da Estónia; ele também era o chefe do departamento de ciências humanitárias.
Em setembro de 1944 ele foi para a Suécia, onde trabalhou na Universidade de Lund.
Principais actividades: estudo da situação geopolítica da Estónia; Geografia urbana da Estónia; edição do "Atlas da Estónia".